# پاپایرس (آندرتیل)
پاپیروس یا پاپایرس (به انگلیسی: Papyrus) شخصیتی است که در سال ۲۰۱۵ در بازی ویدیویی اندرتیل (ساخته توبی فاکس) معرفی شد. او یک اسکلت بلندپرواز است که رؤیای پیوستن به گارد سلطنتی را در سر می‌پروراند. او برادر سنس و دوست آنداین است. پاپایرس بسیار مثبت‌نگر است و با وجود اینکه می‌خواهد برای اثبات خود، انسان را اسیر و به گارد سلطنتی تحویل دهد، او را دوست خود می‌بیند. پاپایرس در دلتارون ظاهر نمی‌شود، اما به او اشاره شده است. پاپایرس توسط توبی فاکس با پشتیبانی تمی چانگ ساخته شد. دیالوگ‌های این شخصیت با فونت پاپیروس نشان داده می‌شوند.

## حضورها
پاپایرس برای اولین بار در بازی آندرتیل ظاهر می‌شود. او یکی از مشتاقان پیوستن به گارد سلطنتی است که می‌خواهد یک انسان را دستگیر کند تا خود را به آنداین، رهبر گارد سلطنتی ثابت کند. هنگامی که او برای اولین بار با بازیکن در اسنودین در کنار سنس روبه‌رو می‌شود، دچار تردید می‌شود؛ زیرا از دوستی با انسان (بازیکن) لذت می‌برد. اگر بازیکن از جنگ با پاپایرس جان سالم به در ببرد، او با انسان دوست می‌شود و بعداً با تلفن همراه خود با او تماس می‌گیرد. انسان تقریباً در همهٔ اتاق‌های بازی، می‌تواند با پاپایرس تماس بگیرد و هر بار دیالوگ‌های متفاوتی دریافت کند.
انسان بعداً توسط آنداین تعقیب می‌شود. پاپایرس سعی می‌کند او را متقاعد کند که به انسان آسیب نرساند. هنگامی که او در این کار شکست می‌خورد، تلاش ناموفقی می‌کند تا آن دو را از درگیری باهم بازدارد. پس از فرار انسان از آنداین، پاپایرس هر دوی آنها را برای پختن اسپاگتی دعوت می‌کند، اگرچه قصد دارد تا آنداین و انسان را به هم نزدیکتر کند. آنداین به انسان اعتراف می‌کند که پاپایرس فرد مناسبی برای گارد سلطنتی نیست، بنابراین در عوض می‌خواهد که او مسیر متفاوتی را پیش بگیرد، مانند درست کردن اسپاگتی. نقشهٔ پاپایرس در نهایت موفقیت‌آمیز است، زیرا آنداین و انسان با هم دوست می‌شوند. پس از این، هر تماس تلفنی با پاپایرس در هر اتاق، دیالوگ جدیدی با آنداین خواهد داشت.
سرنوشت پاپایرس در پایان پس از نبرد انسان با ازگور، بستگی به انتخاب‌های انسان دارد. او اگر کشته نشود، همیشه پشت تلفن حضور دارد و احتمالاً رهبر زیرزمین می‌شود. اگر او کشته شود، سنس انسان را «برادرکش کثیف» خطاب می‌کند. اگر انسان با پاپایرس به قرار ملاقات نرفته باشد یا او را نکشد، فلووی، یا به بازیکن می‌گوید که با پاپایرس قرار بگذارد یا یک بازی جدید بدون کشتن کسی انجام دهد تا پایان بهتری داشته باشد. پس از اینکه انسان به توصیهٔ پاپایرس از آلفیس در آزمایشگاه واقعی بازدید می‌کند و یک بار دیگر با آزگور روبه‌رو می‌شود، نبرد توسط توریل متوقف می‌شود. دیگر شخصیت‌ها، از جمله پاپایرس، پیش آنها می‌آیند. سپس فلووی به همه حمله می‌کند، اگرچه آنها از انسان در برابر فلووی محافظت می‌کند. فلووی روح تمام هیولاها را می‌گیرد و به شکل واقعی خود، آزریل دریمور تبدیل می‌شود. انسان هیولاها را، از جمله پاپایرس، از کنترل آزریل نجات می‌دهد. پس از اتمام درگیری، هیولاها، زیرزمین را به دلیل شکسته شدن سد میان دو جهان ترک می‌کنند.